# Dysoxylum brevipaniculum
Dysoxylum brevipaniculum är en tvåhjärtbladig växtart som beskrevs av C. Dc.. Dysoxylum brevipaniculum ingår i släktet Dysoxylum och familjen Meliaceae. Inga underarter finns listade i Catalogue of Life.